# Husiná
Husiná és un poble i municipi d'Eslovàquia. Es troba a la regió de Banská Bystrica.

## Història
La primera menció escrita de la vila es remunta al 1322.

## Demografia
| Godina             | 1994 | 2004    | 2014   | 2024 |
| ------------------ | ---- | ------- | ------ | ---- |
| Nombre de persones | 453  | 505     | 545    | 545  |
| Diferència         |      | +11,47% | +7,92% | +0%  |

| Godina             | 2023 | 2024   |
| ------------------ | ---- | ------ |
| Nombre de persones | 544  | 545    |
| Diferència         |      | +0,18% |